# Alain Bourbonnais
Pour les articles homonymes, voir Bourbonnais.
Alain Bourbonnais, né le 22 juin 1925 à Ainay-le-Château (Allier) et mort le 20 juin 1988 à Sens (Yonne), est un architecte, créateur et collectionneur français.
Il est connu pour avoir constitué la collection d’art hors-les-normes rassemblée à La Fabuloserie depuis 1983.

## Biographie

### Architecte
Diplômé d’architecture de l’Ecole nationale supérieure des beaux-arts de Paris en 1954, Alain Bourbonnais remporte de nombreux concours publics nationaux et internationaux dès les années 60. Il est notamment l'architecte du Théâtre de Caen et du Grand Théâtre de Luxembourg, édifiés entre 1960 et 1964.
Architecte renommé, Alain Bourbonnais conçoit des espaces répondant à des programmes très différents : des espaces d'habitation (L’îlot du Pont, Auxerre), de circulation (la première station du RER à Nation, Paris), de loisirs (Le Parc de détente et de loisirs du Tremblay, Champigny-sur-Marne), de culture (La bibliothèque municipale d’Auxerre) et de culte (l’église Stella-Matutina de Saint-Cloud en 1965).
Il est choisi par les étudiants pour être Chef d'atelier à l'École nationale supérieure des beaux-arts durant 4 ans.
En 1968, il reçoit le titre d'Architecte en chef des bâtiments civils et palais nationaux.

### Collectionneur
Dès son arrivée à Paris, Alain Bourbonnais fréquente les galeries d'art de la capitale. Rassemblant, dès les années 60, des dessins et des peintures d'artistes comme Louis Pons et Yolande Fièvre, il se constitue parallèlement une collection d'objets d'art forain provenant de chez son ami Jean-Paul Favand, qui dirige maintenant le Musée des arts forains à Paris, et d'art populaire tels que les ex-votos de chez Cérès Franco.
Le 15 septembre 1971, le journal Le Monde annonce le départ de la Collection d'Art Brut de Jean Dubuffet pour Lausanne, Alain Bourbonnais découvre alors que sa collection s'apparente à cet art et décide de rencontrer Dubuffet. Avec le soutien de ce dernier, qui lui fournit une liste de créateurs en mars 1972, il ouvre une galerie rue Jacob à Saint-Germain-des-Prés, nommée l'Atelier Jacob, qui est inaugurée le 28 septembre 1972 avec une exposition d’œuvres d'Aloïse Corbaz, prêtées par Jean Dubuffet.
Mais ce prêt de la Collection de l'art brut ne se renouvellera pas , non du fait de Jean Dubuffet mais de celui d'Alain Bourbonnais, dont le caractère n'était pas précisément celui d'un "suiveur". Très vite, Alain Bourbonnais fut dans une véritable démarche d'autonomisation : il mena ses propres recherches pour découvrir de nouveaux créateurs. Il rencontrera Claude Massé, Alphonse Chave et découvrira le créateur yougoslave Janko Domsic.
L'Atelier Jacob suit son cours avec une presse élogieuse, des vernissages festifs où le public se presse cependant les acheteurs ne sont pas au rendez-vous. L'art brut n'a aucune cote, il intrigue, voire effraie, il interpelle, mais beaucoup sont réticents à l'idée de le mettre dans leur salon ! 
Les problèmes financiers arrivent : le loyer augmente mais pas les ventes; la collection s'amplifie et les réserves craquent. Alain Bourbonnais était quasiment le seul acheteur de ces créateurs. Il est alors urgent d'envisager une autre formule.
Alain Bourbonnais était devenu, malgré lui, mécène comme le sous-entendait Dubuffet dans une lettre du 28 février 1974 : "Je ne m'explique pas comment vous arrivez à dénicher tous les si divers et tous excellents opérateurs qui se retrouvent dans l'orbite de votre Atelier Jacob. Je salue bien toute votre merveilleuse activité et votre superbe réussite."
Dans une relation toujours très humaine, Alain Bourbonnais, à l'inverse de Dubuffet, tissait des liens très affectifs avec les créateurs qu'il découvrait. Ce qui le passionnait, c'était de découvrir, d'aller à la rencontre de ces gens qui créaient, de les approcher physiquement, de se déplacer chez eux pour découvrir leurs espaces de vie, leurs lieux de création... Ainsi, Pascal Verbena, Jano Pesset, Michel Nedjar, Marie-Rose Lortet, Francis Marshall sont et restent encore des amis. Cette attitude est fondamentale dans la constitution de sa collection, ce qui n'est pas le cas d'autres grandes collections constituées par la suite. Les créateurs rassemblés sont des "hommes du commun", éliminant les travaux de l'art asilaire et médiumnique qui sont les deux autres pôles de la Collection de l'art brut.

Il produira et réalisera également des courts métrages, conçus, non comme des documentaires d'art mais comme des « tranches de vie », « une part de rêve ». On retrouve notamment : Les Articles de bois d'Emile Ratier, Pépé Vignes et Simone Le Carré Galimard.
En 1978, avec Michel Ragon, Alain Bourbonnais est l'un des commissaires de l'exposition les Singuliers de l’art au Musée d'art moderne de la ville de Paris. Cette exposition jouit d'un succès immense en accueillant 200 000 visiteurs.
Dans sa maison de campagne à Dicy, dans l'Yonne, Alain Bourbonnais envisage de créer un cabinet de curiosité présentant uniquement ses créations et sa collection dans un cadre privé. En 1983, sur l'insistance de ses amis, il décide d'ouvrir les portes au public et crée le musée de La Fabuloserie accompagné de sa femme, Caroline Bourbonnais. À son décès, en 1988, sa femme reprend la direction du musée qu'elle animera avec brio.

Atelier d'Alain Bourbonnais à la Fabuloserie

En 2014, à la suite de la disparition de leur mère, leurs filles, Sophie et Agnès Bourbonnais poursuivent l'œuvre de leurs parents en stimulant l'activité du musée, par l'organisation d'expositions temporaires,d'événements ponctuels comme la Nuit européenne des musées et de spectacles liés aux créateurs de la collection.

### Créateur
Pratiquant le dessin depuis son plus jeune âge, Alain Bourbonnais se lance dans la peinture dès les années 60 en cherchant à expérimenter des techniques mixtes de 1963 à 1975. Ces productions annoncent les futures créations en volume des Turbulents.
De plus, il ne cesse de produire de nombreuses estampes qu'il nomme "les Gratte-cul" ou les "Décalcomanies Turbulées", tous sont des originaux car  formes et couleurs, changent d'une gravure à l'autre. Toutes ses productions sont tirées sur sa presse, par lui-même, dans son atelier pour qu'il puisse modifier leurs apparences à sa guise.
```

```

En 1970, Alain Bourbonnais entreprend la création de ses Turbulents qu'il expose dès 1973 à l'Atelier Jacob puis au Musée des Beaux-arts de Lyon l'année suivante. Ces personnages en volume sont élaborés à partir d’une structure de bois grillagée et recouverte de matériaux et d’objets divers : papier mâché, dentelles, tissus, oripeaux, boîtes de conserve, os, perruques, vieilles chaussures, sacs, etc.
Inspiré par les fêtes du "Rouge-Vin", le bal des Quaz'arts des Beaux-Arts mais aussi le carnaval, la tribu des Turbulents est composée d’une quarantaine de sculptures-automates animées, soit par un moteur à ressort remonté à la manivelle, soit portées comme des costumes, dit « custumes ». Leur créateur les met en scène dans trois court-métrages, en 1977 avec Turbulent's Band et Tricyclo et plus tard dans Osso Bucco marchand de dentelles. Evidemment, chaque personnage turbulent porte un nom comme la Célestine, Puéril Magic, Mademoiselle Rose, la Récréation du petit roi, etc.,,.

Alain Bourbonnais avec les Turbulents

Décor des films d'Alain Bourbonnais